# Tháp Dương Long
Tháp Dương Long là cụm di tích gồm ba tháp Chăm thẳng hàng trên một gò cao thuộc huyện Tây Sơn, tỉnh Bình Định.
Tháp Dương Long được xây dựng vào cuối thế kỷ 12. Đây là thời kỳ phát triển rực rỡ nhất của nền văn hóa Chăm Pa.
Cụm tháp này gồm ba tháp: Tháp giữa cao 39 mét, hai tháp bên cao 32 mét. Phần thân của các tháp xây bằng gạch, các góc được ghép bởi những tảng đá lớn chạm trổ công phu. Tính quy mô của tháp Dương Long được thể hiện không chỉ ở chiều cao của tháp (cao nhất trong các tháp Chăm còn lại ở Việt Nam) mà còn ở lối kiến trúc độc đáo, đặc biệt là các hoa văn, họa tiết được khắc tạc trực tiếp trên những tảng đá đồ sộ đặt ngay trên đỉnh tháp.
Dương Long nằm bên cạnh một khu thành dân sự - thành Phú Phong, mặc dù đã trở thành phế tích. Ngoài các tháp, trong khu vực chính dường như còn có một tòa nhà dài ở phía nam mà nay chỉ còn là một đống gạch vụn.
Người Pháp gọi tháp này là "Tour d' Ivoire" (Tháp Ngà).
Tháp ở trong tình trạng đe dọa vì đã nhiều lần bị phá hoại bởi những nhóm người đi tìm vàng, một số hộ dân quanh đấy cũng đã lấy gạch của tháp về xây nhà trong quá khứ.